# Assa (film)
Pour les articles homonymes, voir Assa.
Pour plus de détails, voir Fiche technique et Distribution.
Assa est un film russe réalisé par Sergueï Soloviov qui sort en 1987, à la fin de l'ère soviétique. Le film comportant de nombreux morceaux de rock russe de l'époque, devient culte dans le contexte de la perestroïka. Soloviov réalise deux autres films qui exploitent le thème développé dans Assa, mettant en scène d'autres personnages. Intitulés La Rose noire - emblème de la tristesse, la rose rouge - emblème de l'amour (1989), et Sous le ciel étoilé (1991), avec le premier volet, ils sont aujourd’hui considérés comme une trilogie. On découvre le devenir des héros de Assa dans 2-Assa-2 sorti en 2008.

## Fiche technique
- Titre français : Assa
- Réalisation : Sergueï Soloviov
- Scénario : Sergueï Soloviov, Sergueï Livnev
- Directeur de la photographie : Pavel Lebechev
- Directeur artistique : Marxen Gaukhman-Sverdlov
- Cadreurs : Youri Kobzev, Youri Yakovlev
- Musique : Boris Grebenchtchikov
- Son : Ekaterina Popova
- Montage : Vera Krouglova
- Chef décorateur : Sergueï Choutov
- Photographie : Igor Startsev
- Maquillage : Irina Sarkisova
- Costumier : Irina Guinno
- Société de production : Studios Mosfilm, Studio Kroug
- Pays d'origine : URSS
- Dates de sortie : 1987 (URSS)
- Format : Couleurs - 35 mm - mono - (Eastmancolor)
- Genre : Drame
- Durée : 145 minutes

## Distribution
- Stanislav Govoroukhine : Krymov
- Tatiana Droubitch : Alika
- Sergueï Bougaïev : Bananan
- Dmitri Chouminov : Vitya
- Alexandre Bachirov : Chourik Babakine
- Anatoli Slivnikov : Ambal
- Kirill Kozakov : Platon Zoubov
- Aleksander Domogarov : Alexandre Ier de Russie
- Dmitri Dolinine : Paul Ier de Russie
- Viktor Tsoi : (caméo)
- Gueorgui Gourianov : (caméo)
- Natan Eidelman : narrateur